# Фастівка (річка)
Фастівка (Хвостівка) — річка в Романівському районі Житомирської області, права притока річки Случ.

## Опис
Довжина річки — 12 км, площа басейну — 21,1 км², відстань від гирла головної річки (Случ) до місця впадіння — 278 км.

## Розташування
Фастівка бере свій початок біля села Камінь. Тече на північний захід через село Булдичів і на північному заході від селища Миропіль впадає у річку Случ, притоку Горині.